# San Pablo (Laguna)
San Pablo è una città componente delle Filippine, situata nella Provincia di Laguna, nella Regione del Calabarzon.
San Pablo è formata da 81 barangay:
- Atisan
- Bagong Bayan II-A
- Bagong Pook VI-C
- Barangay I-A
- Barangay I-B
- Barangay II-A
- Barangay II-B
- Barangay II-C
- Barangay II-D
- Barangay II-E
- Barangay II-F
- Barangay III-A
- Barangay III-B
- Barangay III-C
- Barangay III-D
- Barangay III-E
- Barangay III-F
- Barangay IV-A
- Barangay IV-B
- Barangay IV-C
- Barangay V-A
- Barangay V-B
- Barangay V-C
- Barangay V-D
- Barangay VI-A
- Barangay VI-B
- Barangay VI-D

- Barangay VI-E
- Barangay VII-A
- Barangay VII-B
- Barangay VII-C
- Barangay VII-D
- Barangay VII-E
- Bautista
- Concepción
- Del Remedio
- Dolores
- San Antonio 1
- San Antonio 2
- San Bartolomé
- San Buenaventura
- San Crispín
- San Cristóbal
- San Diego
- San Francisco
- San Gabriel
- San Gregorio
- San Ignacio
- San Isidro
- San Joaquín
- San José
- San Juan
- San Lorenzo
- San Lucas 1

- San Lucas 2
- San Marcos
- San Mateo
- San Miguel
- San Nicolás
- San Pedro
- San Rafael
- San Roque
- San Vicente
- Santa Ana
- Santa Catalina
- Santa Cruz
- Santa Felomina
- Santa Isabel
- Santa María Magdalena
- Santa Verónica I
- Santiago I
- Santiago II
- Santisimo Rosario
- Santo Ángel
- Santo Cristo
- Santo Niño
- Soledad
- Santa Elena
- Santa María
- Santa Moníca
- Santa Verónica II